# Мигел, Аурелиу
Аурелиу Фернандис Мигел (порт. Aurélio Fernández Miguel, род. 10 марта 1964, Сан-Паулу) — бразильский дзюдоист, чемпион Олимпийских игр, призёр чемпионатов мира.

## Биография
Родился в 1964 году в Сан-Паулу. В 1983 году стал обладателем серебряной медали Панамериканских игр. В 1987 году завоевал золотую медаль Панамериканских игр и бронзовую медаль чемпионата мира. В 1988 году стал чемпионом Олимпийских игр в Сеуле. В 1992 году принял участие в Олимпийских играх в Барселоне, но там стал лишь 9-м. В 1993 году стал обладателем серебряной медали чемпионата мира. В 1996 году на Олимпийских играх в Атланте завоевал бронзовую медаль. В 1997 году опять стал обладателем серебряной медали чемпионата мира.
По окончании спортивной карьеры занялся политикой. Является членом Республиканской партии, с 2004 года возглавляет городской совет Сан-Паулу.